# Галес (коммуна)
Гале́с (фр. Galez, окс. Galés) — коммуна во Франции, находится в регионе Юг — Пиренеи. Департамент — Верхние Пиренеи. Входит в состав кантона Галан. Округ коммуны — Тарб.
Код INSEE коммуны — 65184.

## География

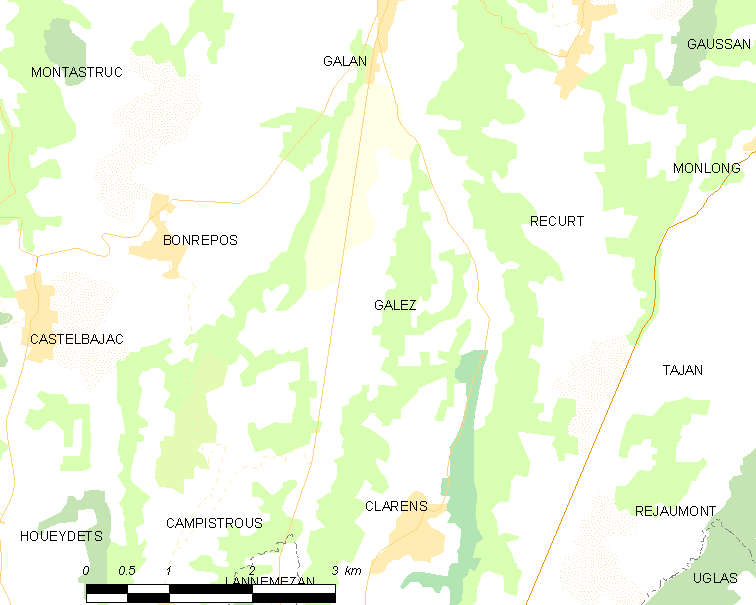
Карта коммуны

Коммуна расположена приблизительно в 650 км к югу от Парижа, в 100 км северо-западнее Тулузы, в 28 км к востоку от Тарба.
Коммуна расположена на плато Ланнемезан. По территории коммуны протекает река Петит-Баиз.

## Климат
Климат умеренно-океанический с солнечной тёплой погодой и обильными осадками на протяжении практически всего года.

## Население
Население коммуны на 2010 год составляло 129 человек.
| 1962 | 1968 | 1975 | 1982 | 1990 | 1999 | 2010 |
| ---- | ---- | ---- | ---- | ---- | ---- | ---- |
| 185  | 178  | 172  | 171  | 150  | 144  | 129  |

## Администрация
| Период | Период | Фамилия  | Партия | Примечания |
| ------ | ------ | -------- | ------ | ---------- |
| 2001   | 2020   | Жак Лоре |        |            |

## Экономика
В 2010 году среди 80 человек трудоспособного возраста (15-64 лет) 56 были экономически активными, 24 — неактивными (показатель активности — 70,0 %, в 1999 году было 78,0 %). Из 56 активных жителей работали 55 человек (28 мужчин и 27 женщин), безработной была 1 женщина. Среди 24 неактивных 6 человек были учениками или студентами, 12 — пенсионерами, 6 были неактивными по другим причинам.